# Les Collines de la terreur
Pour plus de détails, voir Fiche technique et Distribution.
Les Collines de la terreur (Chato's Land) est un film américain réalisé par Michael Winner, sorti en 1972.

## Synopsis
En 1873, dans une petite ville du Nouveau-Mexique, un Apache nommé Chato abat, dans un bar, un shérif qui le provoquait. Traqué par treize hommes, tous issus de l'armée confédérée, il s'enfuit dans les montagnes, avant que ceux-ci ne découvrent son repaire, ne violent sa femme et ne tuent son frère. Les poursuivants commencent alors à comprendre qu'ils ont violé une loi divine et que la justice divine va s'abattre sur eux.
Parfaitement à l'aise dans des montagnes où il a passé sa vie, Chato inverse le rapport de forces contre ses poursuivants. Commence alors une vengeance dont seulement un des treize reviendra : il les tue un à un, en les imprégnant progressivement d'un sentiment de panique sur leur mort future. Quant au dernier, qui n'a pas pris une part active au viol de sa femme, Chato l'épargne pour qu'il puisse raconter aux habitants de la ville d'où est partie l'expédition.

## Fiche technique
- Titre : Les Collines de la terreur
- Titre original : Chato's Land
- Réalisation : Michael Winner
- Scénario : Gerald Wilson
- Production : Michael Winner
- Musique : Jerry Fielding
- Photographie : Robert Paynter
- Montage : Freddie Wilson
- Pays de production : États-Unis
- Langue : anglais
- Genre : Western
- Durée : 100 minutes
- Dates de sortie : 
  - États-Unis : 7 juin 1972
  - France : 19 juillet 1972

## Distribution
- Charles Bronson (VF : Henry Djanik) : Pardon Chato
- Jack Palance (VF : Michel Gatineau) : Quincey Whitmore
- Simon Oakland (VF : Henry Djanik) : Jubal Hooker
- Richard Basehart (VF : Claude Joseph) : Nye Buell
- James Whitmore (VF : Claude Dauphin) : Joshua Everett
- Ralph Waite (VF : Sady Rebbot) : Elias Hooker
- Richard Jordan (VF : Jacques Richard) : Earl Hooker
- Victor French : Martin Hall
- William Watson (VF : Jean Amadou) : Harvey Lansing
- Roddy McMillan (VF : René Arrieu) : Gavin Malechie
- Hugh McDermott : le barman
- Peter Dyneley (VF : Georges Hubert) : Ezra Meade
- Paul Young (VF : Serge Lhorca) : Brady Logan
- Raul Castro (VF : Gérard Hernandez) : le pisteur mexicain
- Roland Brand (VF : Georges Atlas) : le shérif Sanders
- Sonia Rangan : La femme de Chato
- Lee Paterson (VF : Jacques Deschamps) : George Dunn
- Verna Harvey : Shelby Hooker

## Novélisation
Le scénario fait l'objet d'une novélisation sous le titre éponyme par Joe Millard.